# 나카코엔역
나카코엔역(일본어: 中公園駅, なかこうえんえき 나카코엔에키[*])은 일본 효고현 고베시 주오구에 있는 고베 신교통 포트 아일랜드 선 (포트 라이너)의 역이다. 역 번호는 P04이다.

## 역사
- 1981년 2월 5일: 포트 아일랜드 선 개통과 동시에 영업 개시.
- 1995년
  - 1월 17일: 한신・아와지 대지진에 의한 영업 완전 중단.
  - 7월 31일: 산노미야 ~ 당역간 복구에 따라 영업 재개(전 구간 복구).
- 2004년
  - 11월 20일・21일 고베 공항 방면으로의 연장 공사에 따라 궤도 전환 공사로 영업 전선 종일 정지.
  - 11월 22일: 동쪽 역사, 새 1번 선 승강장의 사용을 개시하고 옛 1번 선의 사용 중지로 상, 하행 승강장의 역사가 분리됨.
- 2005년 9월 10일・11일 고베 공항 방면으로의 연장 공사에 따라 궤도 전환 공사로 영업 전선 종일 정지.
- 2006년 2월 2일: 쾌속 운전이 개시되어 쾌속 통과역이 됨.

## 역 구조
포트 아일랜드 선내에서 유일하게 3면 3선을 가진 고가역이다. 역의 북쪽에서, 미나토지마 역에서 궤도와 기타후토 역에서 궤도가 합류한다. 상행선은 산노미야에서 합류되는 분기기가 있지만 하행 승강장은 분기기, 절대 신호가 없어 정류장으로 분류된다.
개업 당초에는 2층에 서쪽 개찰과 옛 1번 선(기타후토 방면 승강장), 3층에 옛 2번 선(산노미야 방면 홈)의 2층 구조였지만, 고베 공항 확장 사업으로 새 1번 승강장의 동쪽에 개찰구와 연결 통로가 증설되었다.
개통 당시부터 존재하는 서쪽 역사는 2층이 대합실과 상행 플랫폼, 3층이 상행 승강장과 연결 통로였다. 복선화 및 연장 사업 때 증설된 동쪽 역사는 2층이 대합실과 하행 승강장이 되었고 3층이 연결 통로이다. 각각의 역사 개찰 내에는 엘리베이터, 에스컬레이터, AED등이 있다. 서쪽 역사에는 다목적 화장실도 설치되어 있다. 서쪽 역사는 포트 아일랜드 빌딩과 직결되며, 빌딩 내에 엘리베이터, 에스컬레이터가 설치되어 있다. 길 건너편 역 동쪽의 포트 아일랜드 나카코엔 역과 각각의 역사는 보행자 데크로 체결되어 있다. 또한, 역 북쪽으로 나카코엔 변전소가 있다.

### 승강장
| 1 | 고베 공항 방면・기타후토 방면                |
| 2 | 산노미야 방면(고베 공항 방면으로 옛 1번 선)  |
| 3 | 산노미야 방면(미나미코엔 방면에서 옛 2번 선) |

## 역 주변
- 고베 수상 경찰서 본서・포트 아일랜드 파출소
- 고베 수상 소방서 본서
- 포토 아일랜드키타 공원
  - 미나토 이인관
- 포트 아일랜드나카 공원(하라구치 기념 공원)
- OM고베 포토 아일랜드 빌딩
- 다이에 본점 사무실
- 효고 현립 건강 생활과학 연구소 생활과학 종합 센터
- 고베 가쿠인 대학(포트 아일랜드 캠퍼스)

## 사진

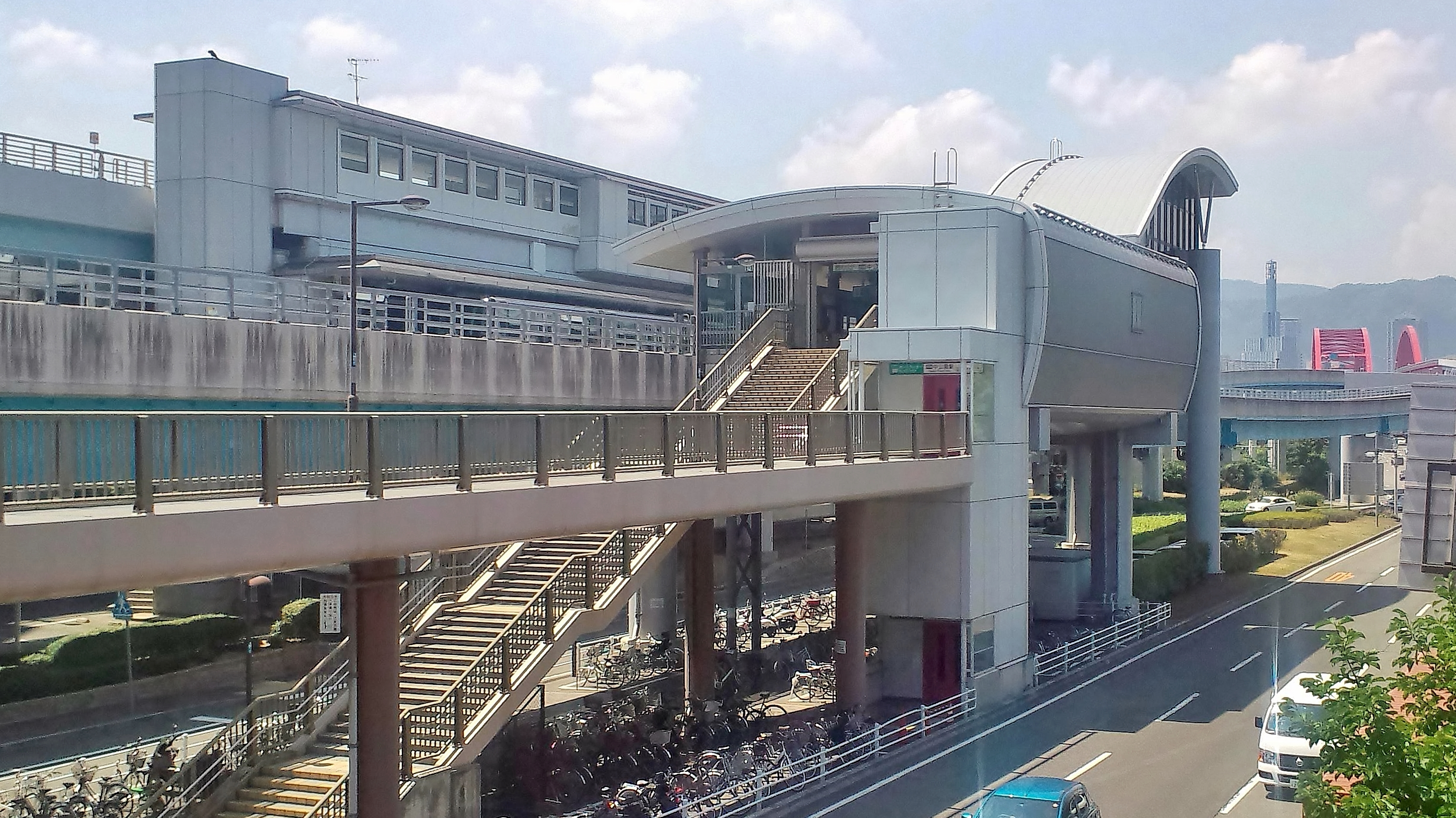
역사 남쪽
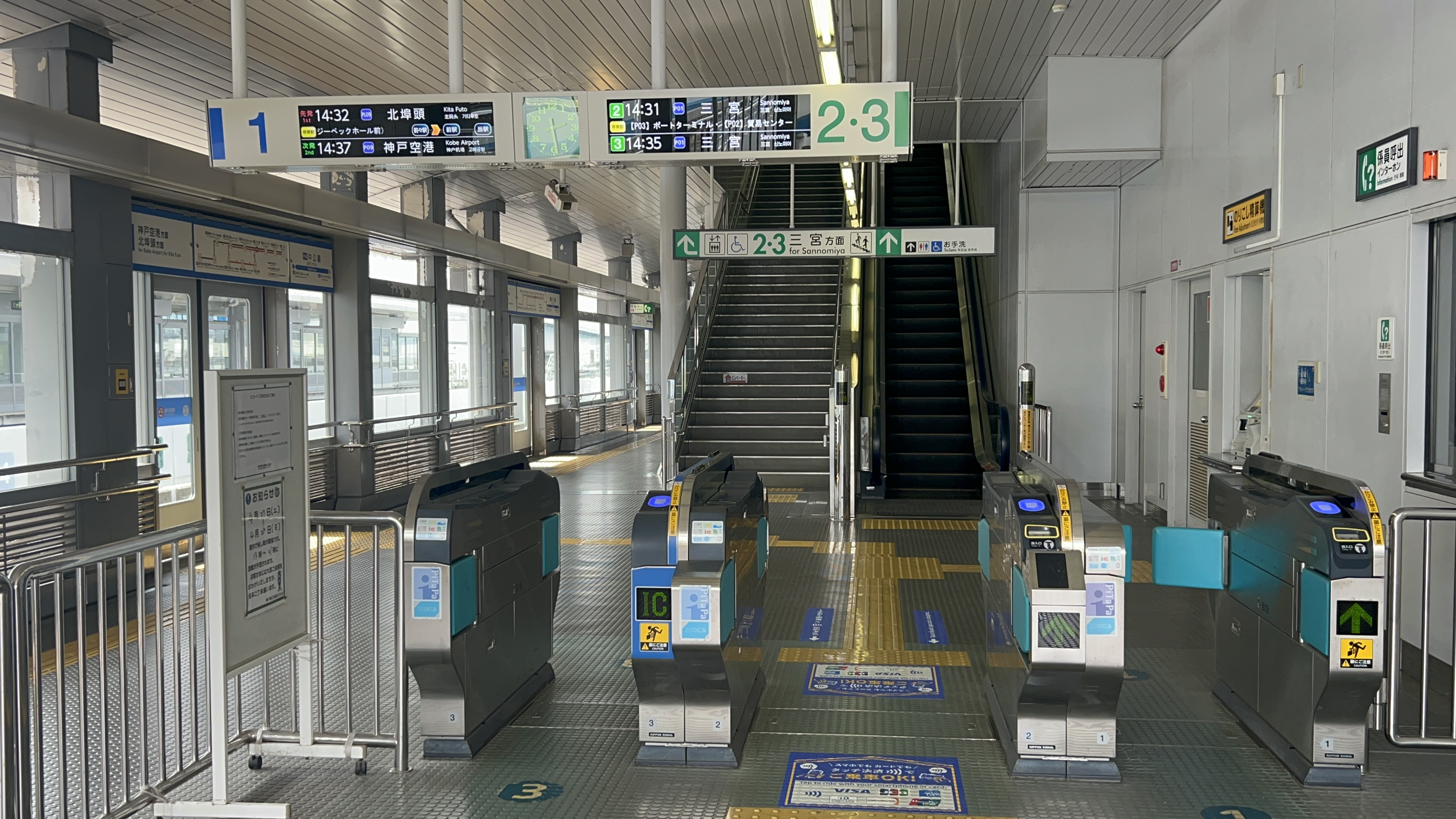
동쪽 개찰구
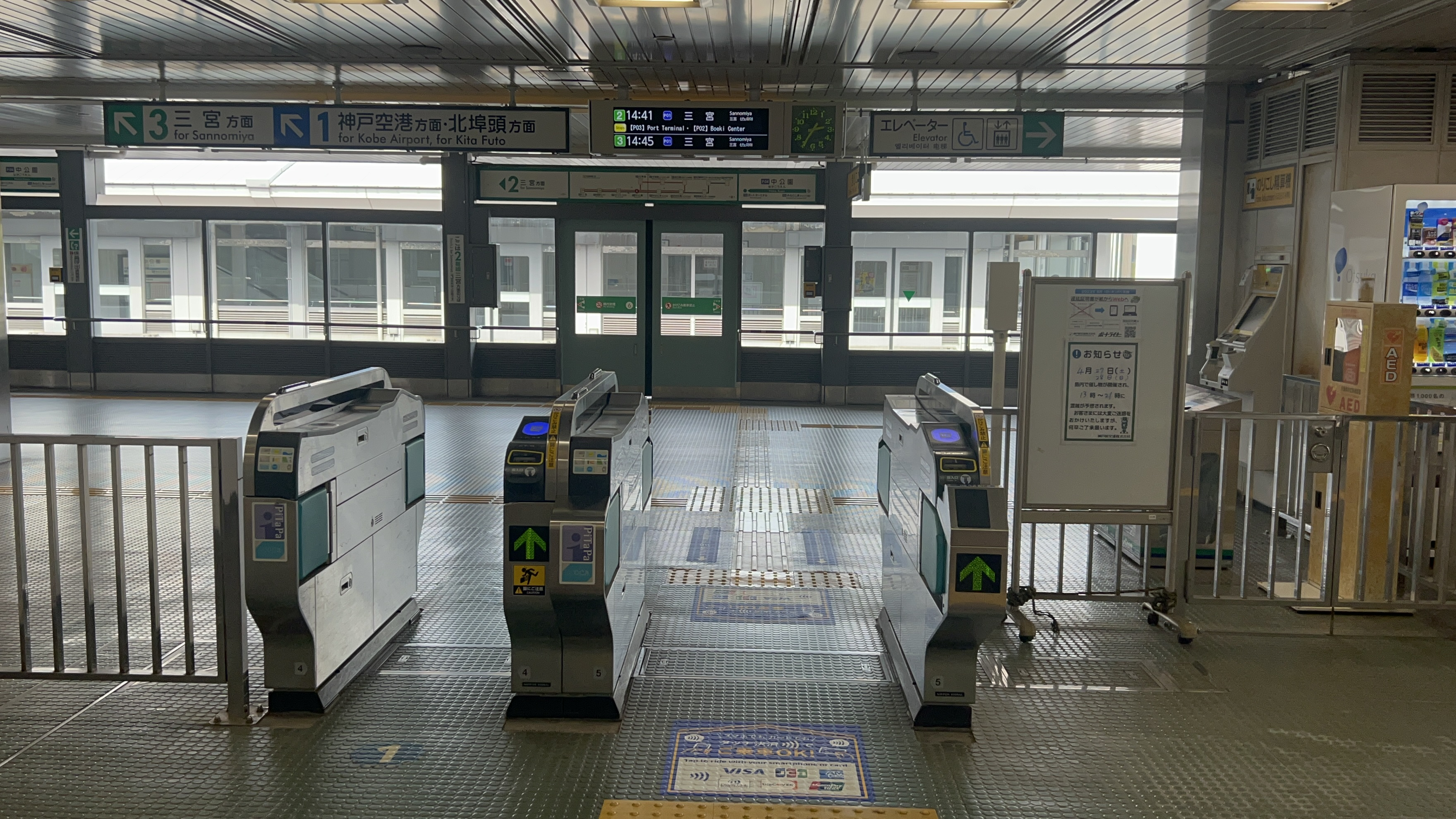
서쪽 개찰구
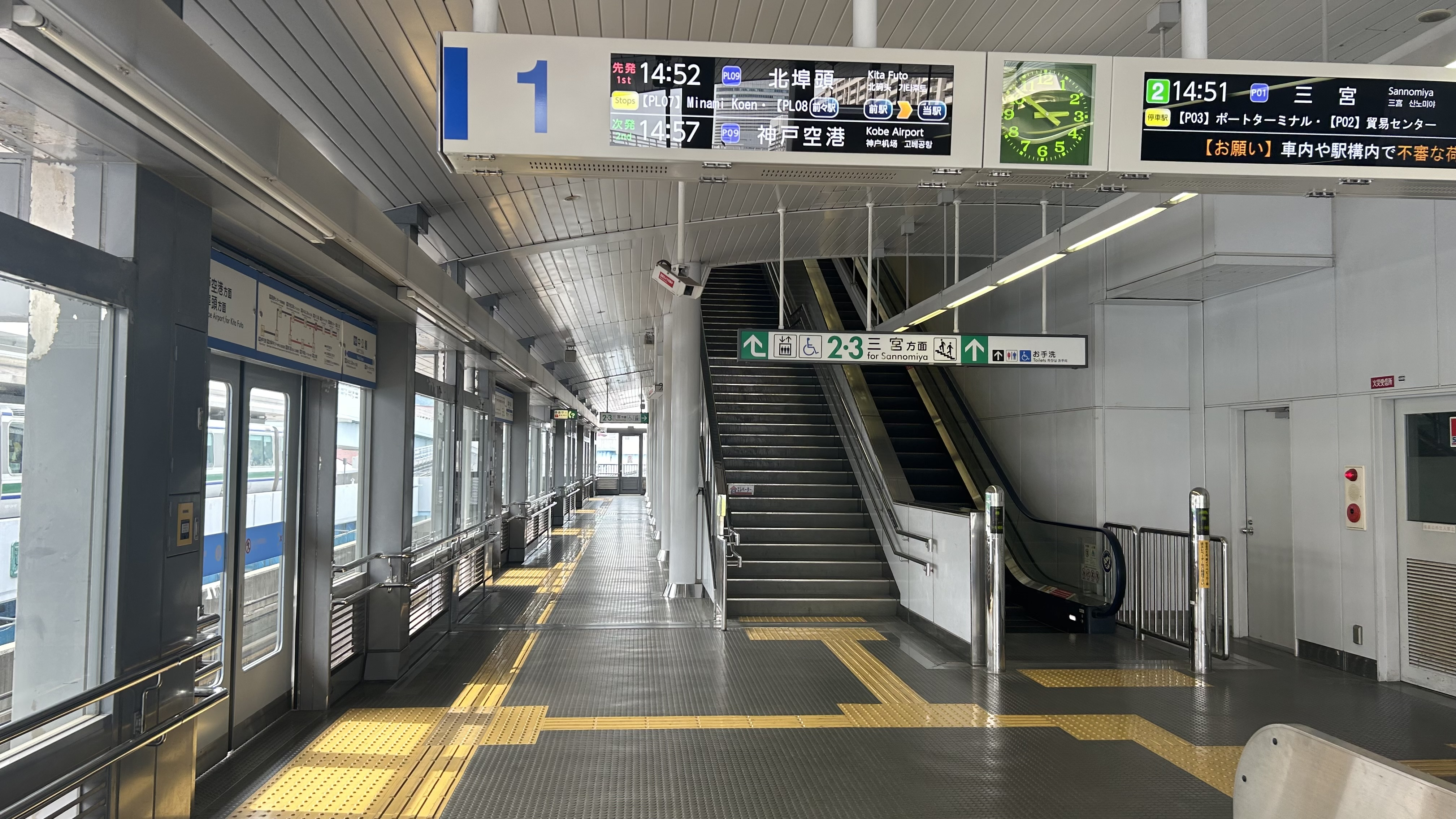
1번선 승강장
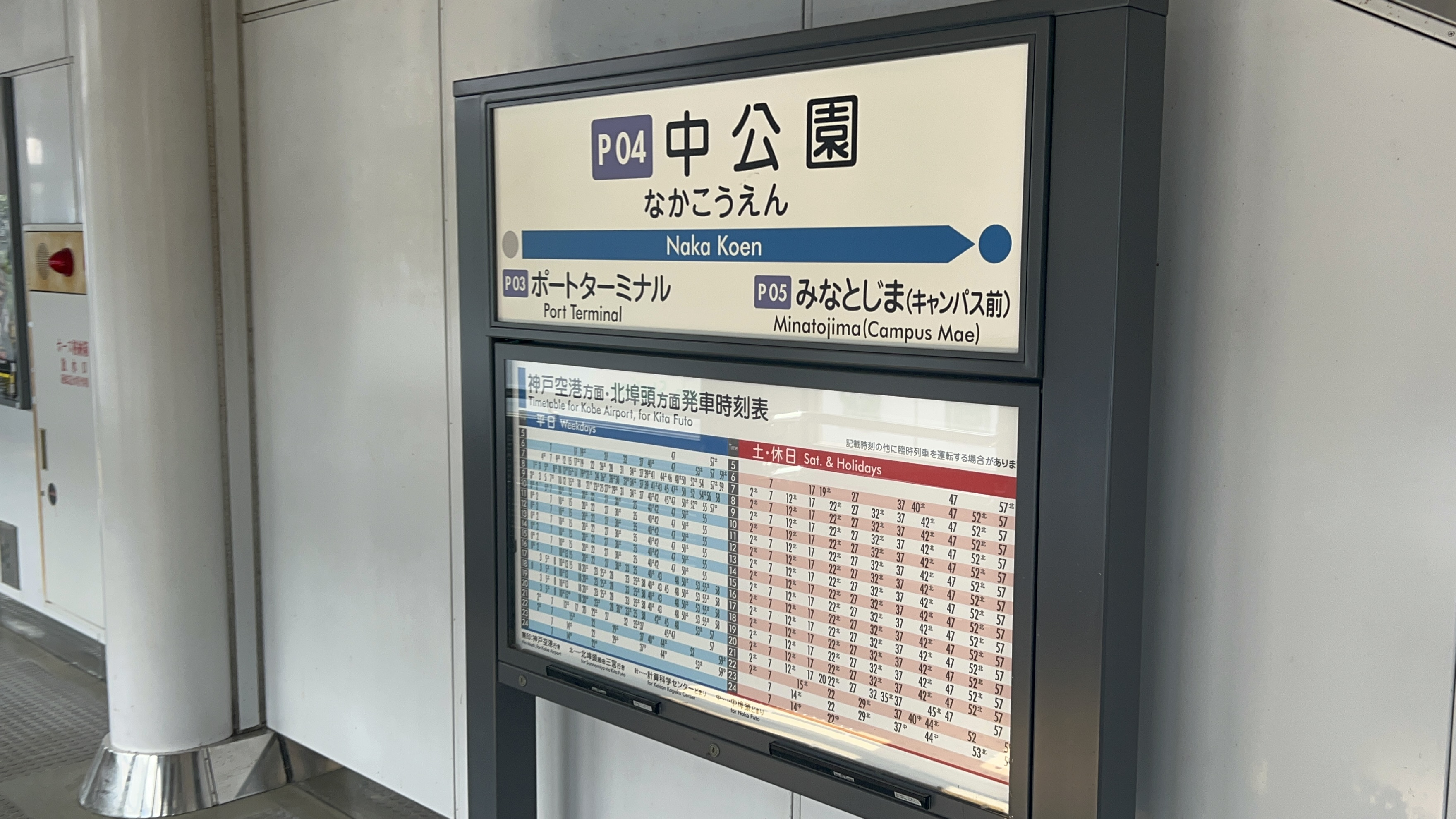
1번선역 명표
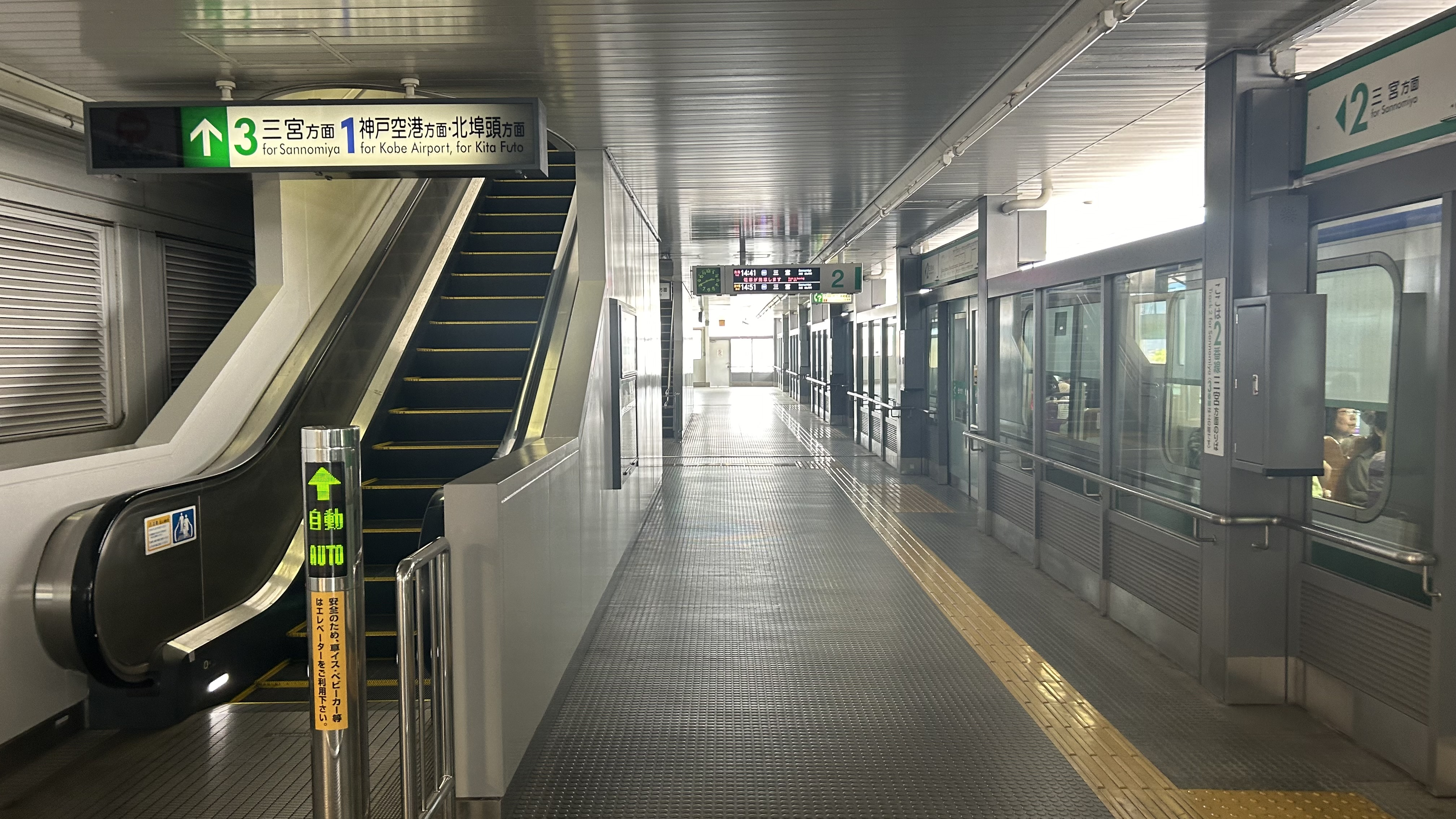
2번선 승강장
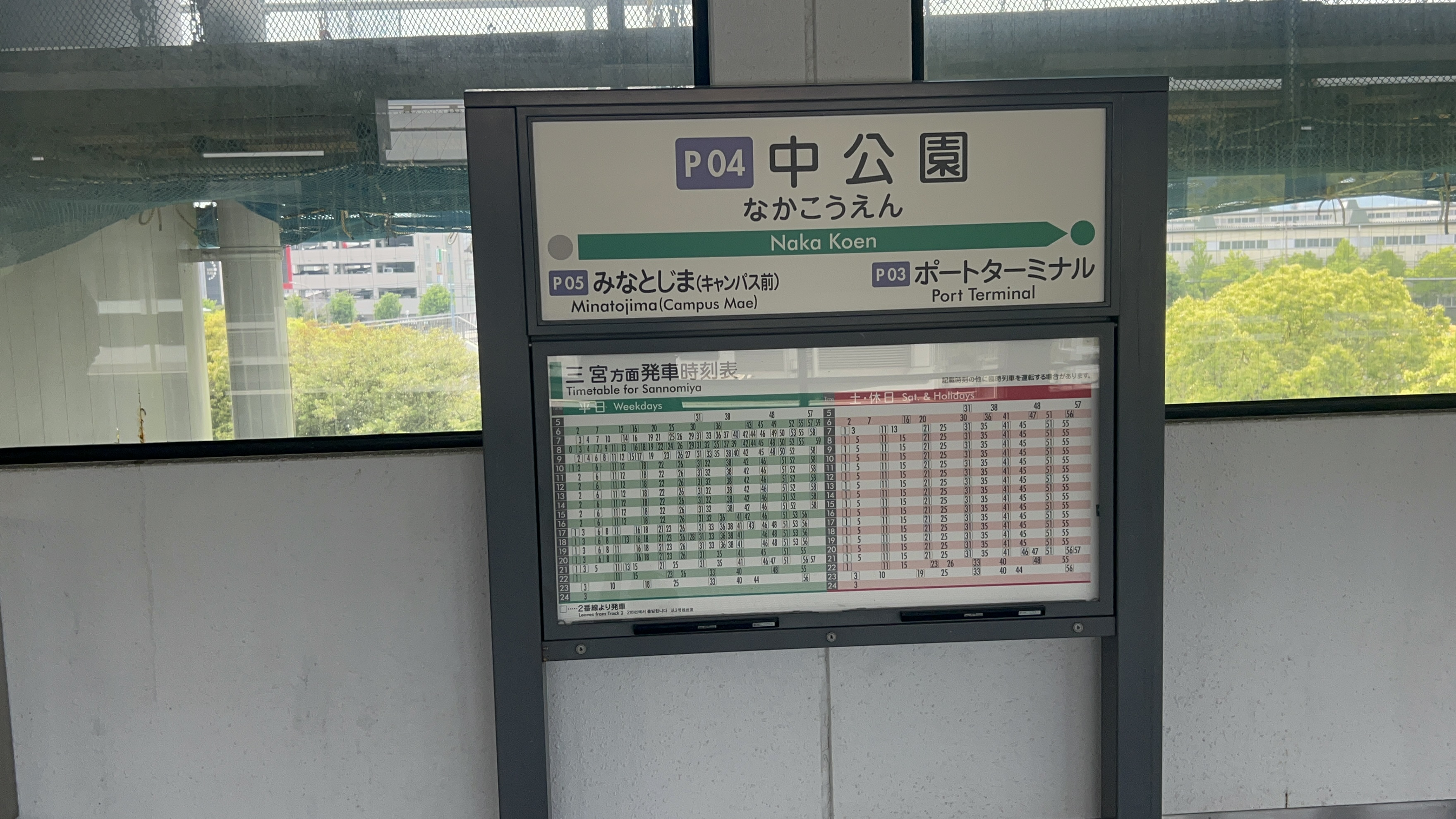
2번선역 명표
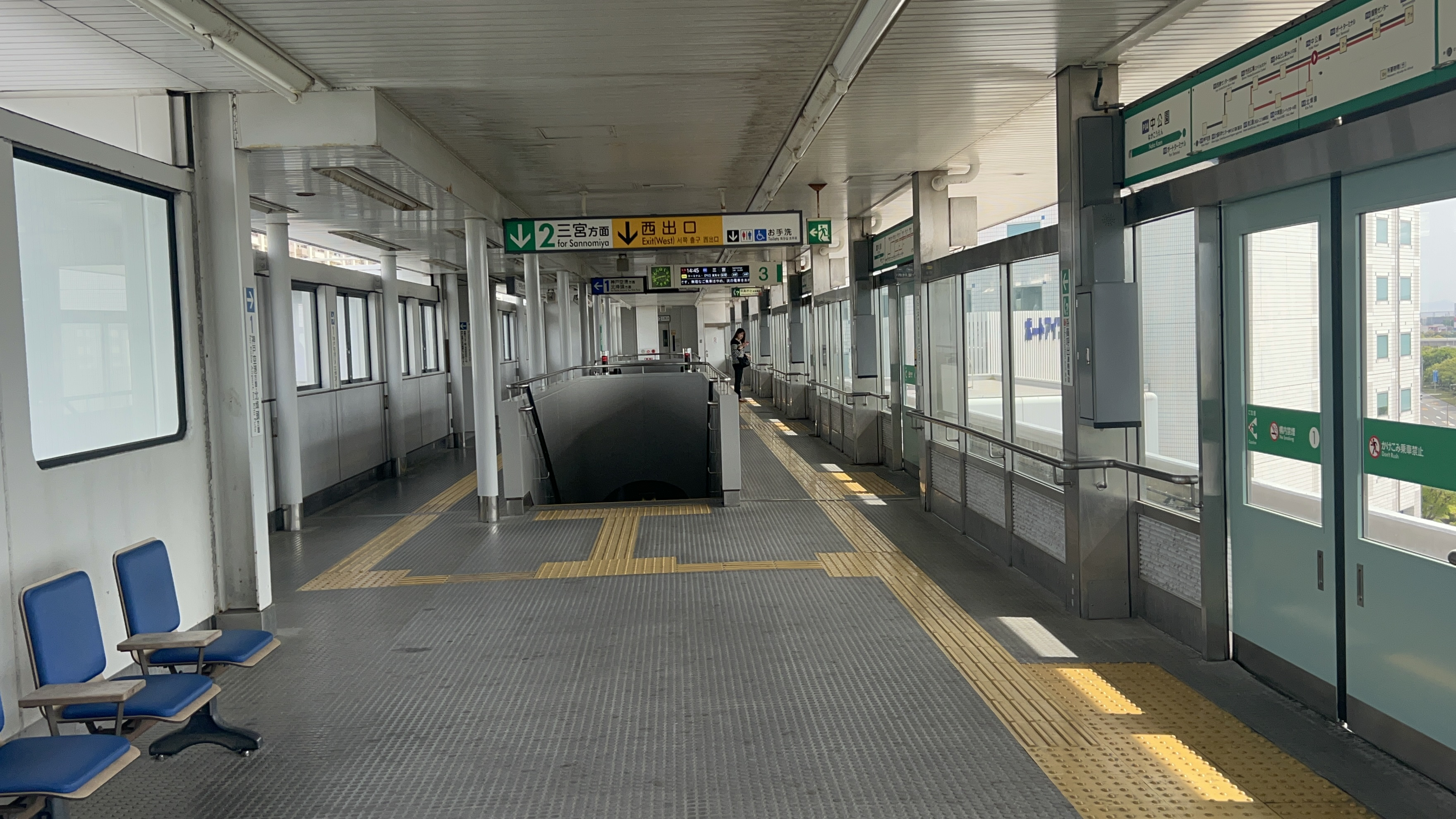
3번선 승강장
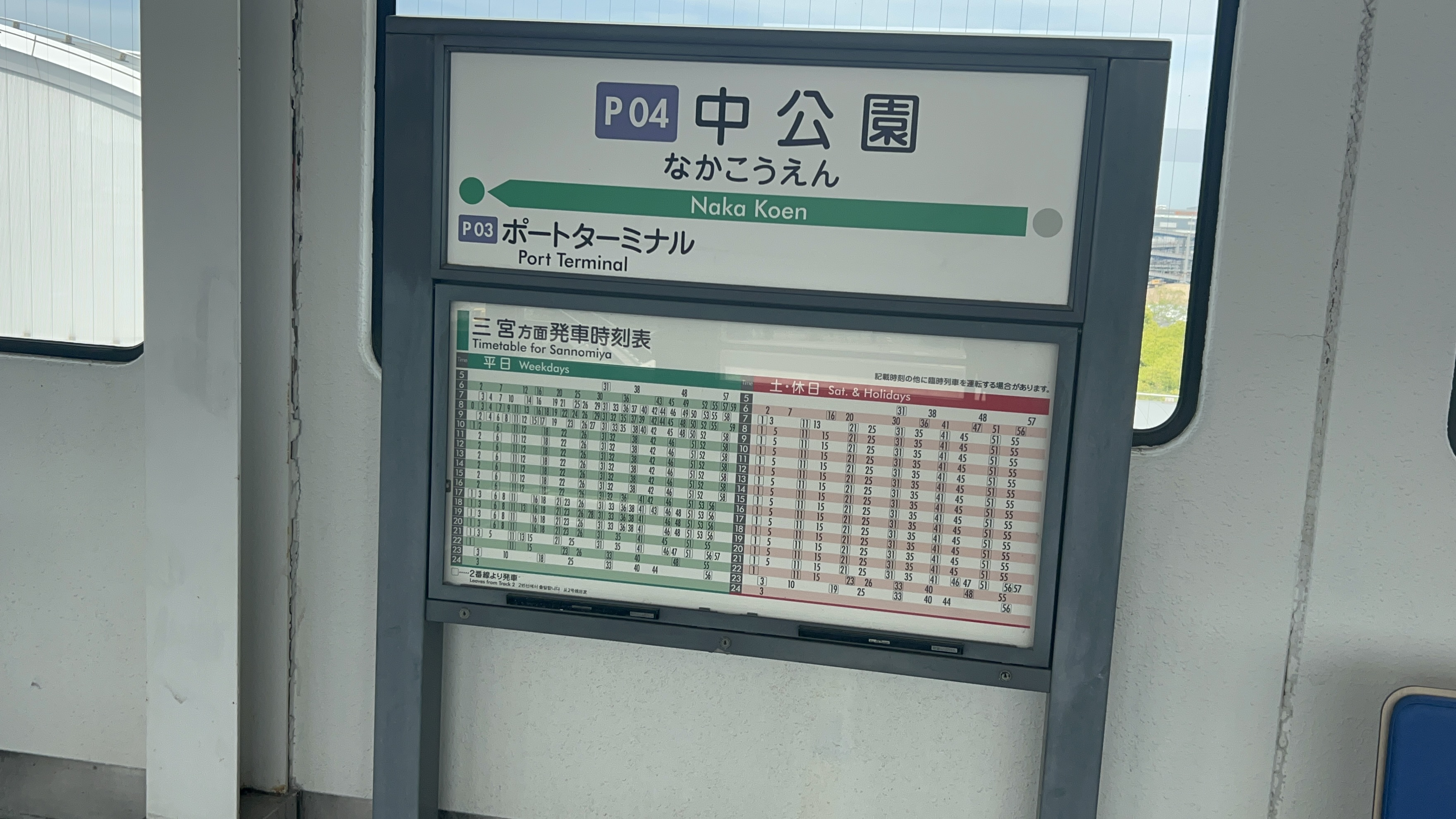
3번선역 명표

## 인접역
| 고베 신교통 ■ 포트 아일랜드 선 | 고베 신교통 ■ 포트 아일랜드 선              | 고베 신교통 ■ 포트 아일랜드 선 |
| ------------------------------ | ------------------------------------------- | ------------------------------ |
| P03 포트 터미널 산노미야 방면  | (고베 공항 역 발착・기타후토 방면 행(하행)) | 미나토지마 P05 고베 공항 방면  |
| PL09 기타후토 시민히로바 방면  | (미나미코엔 방면에서(상행))                 | 포트 터미널 P03 산노미야 방면  |